# 金牛镇 (武胜县)
金牛镇，旧名复兴乡，是中国四川省广安市武胜县下辖镇，位于武胜县西北部，与金光、万善、宝箴塞、胜利、烈面等乡镇交界，复兴河川流而过。全镇面积30.7平方公里，人口24102人。镇人民政府驻沙牛滩，距县城20公里。

## 历史沿革
唐宋属汉初县沙溪镇；明属沙溪里熊家场；清末更名为复兴场；民国2年(1913年)废场设复兴乡；1958年乡治所由老街村迁沙牛滩；1981年8月更名为金牛镇。

## 行政区划
金牛镇下辖以下地区：
沙牛滩村、双桥村、红旗村、石院墙村、桅子湾村、雷波寨村、青连村、三合村、双朝门村、望乡坪村、吊嘴岩村、敖滩村、金星村、龙王桥村、桂花湾村、辛寨子村和老街村。

## 学校
金牛初中、金牛小学和村小18所。

## 名人
- 唐毅，曾任四川省警察局局长、陪都重庆市警察局局长、内政部警察总署副署长、第一届国民大会代表。
- 唐化治，唐毅之弟，中央陆军军官学校毕业，曾任暂编第九师师长。